# Atopochilus mandevillei
Atopochilus mandevillei är en fiskart som beskrevs av Poll, 1959. Atopochilus mandevillei ingår i släktet Atopochilus och familjen Mochokidae. IUCN kategoriserar arten globalt som otillräckligt studerad. Inga underarter finns listade.